# Tivadar Monostori
Tivadar Monostori (Felsőgalla, 24 agosto 1936 – Esztergom, 18 marzo 2014) è stato un allenatore di calcio e calciatore ungherese, di ruolo attaccante.

## Carriera
Fu capocannoniere del campionato ungherese nel 1959.